# Théodore Nicolas Gobley
 (novembre 2013).
Théodore Nicolas Gobley, né le 11 mai 1811 à Paris et mort le 1er septembre 1876 à Bagnères-de-Luchon, est un chimiste et pharmacologue français, découvreur de la lécithine et pionnier de l’étude chimique des constituants du tissu cérébral.
En son honneur, l'École de pharmacie, devenue Faculté de pharmacie de Paris en 1920, instituera le prix Gobley, attribué sur concours une fois tous les deux ans depuis 1877 à des élèves de l'École, parmi lesquels certains deviendront d'émérites chimistes français, tels Ernest Fourneau et Léon Brunel en 1905, Augustin Damiens et Roger Douris en 1913, Raymond Delaby en 1923, Charles Bedel en 1925.

## Éléments de biographie et de parcours académique
Sa famille est originaire de Fulvy, dans l'Yonne. Son père, Henry Gobley, établi à Paris comme marchand de vins en gros, se marie dans la profession avec Sophie, née Boutron, d'une famille également établie à Paris dans la même corporation et depuis le XVIIe siècle. Le commerce du vin est alors l’antichambre de la distillation. Des Guérin, alliés aux Boutron, sont distillateurs et parfumeurs (plus tard, ils seront chocolatiers de renom), et c’est dans cet environnement que Théodore décide d'étudier la pharmacie.
L'étude de P. et C. Chatagnon, en 1957, sur les pionniers de l'étude chimique des constituants du tissu cérébral, mentionne son stage d'apprenti pharmacien, de 1832 à 1835, chez un parent du nom de Guérin, en fait son beau-frère Denis Guérin, qui abandonnera la pharmacie vers 1838 pour se consacrer à la politique et qui sera maire de la ville de Fontainebleau pendant près de quarante ans.
Il est reçu premier au concours de l'internat de pharmacie de Paris (1833), études qui le mettent en contact avec Pierre Jean Robiquet (1780–1840), pharmacien, chimiste, membre de l’Académie de pharmacie et membre de l’Institut.
Licencié en sciences physiques et reçu pharmacien en 1835, il épouse le 26 septembre 1837 Laure Robiquet, une des filles de son mentor. La même année, il achète une pharmacie au 60, rue du Bac, dans le 7e arrondissement. Il est nommé professeur agrégé près l'École de pharmacie de Paris en 1842, où il exercera jusqu'en 1847, et il est reçu membre associé de l'Académie nationale de pharmacie en 1843.
En 1861, il devient président de l'Académie nationale de pharmacie et, cette même année, il entre à l'Académie de médecine dont il devient trésorier en 1865. Il est également reçu membre correspondant des Collèges de pharmacie de Madrid et de Barcelone, membre de la Société de chimie médicale, de la Société d'hydrologie, de la Société de médecine légale, et de nombreux collègues pharmaciens de province profitent de ses contributions aux publications de nombreuses sociétés départementales de pharmacie (Vosges, Haute-Garonne, Côtes-du-Nord, Ille-et-Vilaine, Bouches-du-Rhône).
Distingué chevalier de la Légion d'honneur en 1850, il est promu officier, en 1870, sur proposition du Conseil de l'Académie de médecine.
Profondément attaché aux questions de santé publique, il participe à plusieurs organismes parisiens (Commission des logements insalubres (1852), Commission d'hygiène du 7e arrondissement (1860)), régionaux (Conseil d'hygiène publique et de salubrité du département de la Seine (1868)) ou nationaux (Commission du codex de la pharmacopée française (1860)), précurseurs d'organismes actuels comme l'AFSSA (Agence française de sécurité sanitaire des aliments). En tant qu'expert en chimie et pharmacologie, il produit pour ces institutions de nombreux rapports sur la toxicité de divers produits et polluants, et s'intéresse à la sécurité du public et à celle des ouvriers des manufactures. Par exemple, par des études sur la présence d'arsenic dans certaines eaux minérales, sur les risques liés aux usages du plomb dans la confection des étains ou à sa présence dans les filtres industriels, sur les vertus supposées de tels produits de la pharmacopée, sur l'ergotisme (empoisonnement par l'ergot de seigle), etc.
Soucieux de la condition des plus défavorisés, il participe dès 1838, année de son installation comme pharmacien, au Comité de bienfaisance du 7e arrondissement, dont il devient administrateur en 1841.

## Travaux fondateurs sur l’identification et l’analyse chimique de la lécithine
Au cours de la première moitié du XIXe siècle, plusieurs chimistes avaient obtenu par dissolution alcoolique chaude de matière cérébrale une substance diversement appelée matière blanche, cérébrote, acide cérébrique.
S’appuyant sur des modèles biologiques successifs : jaune d’œuf (1846-1847), œufs de poisson (1850), laitance de poisson (1850), matière cérébrale de vertébrés supérieurs tels le poulet, humeurs grasses de l’homme, sang (1852)et bile (1856), Thédore Gobley va progressivement, dans une série de travaux poursuivis sur une trentaine d’années, expliciter la composition de différentes matières grasses biologiques, démontrer les grandes similitudes de leurs propriétés, identifier les différents composants intervenant dans leur structure, mettre en lumière les identités essentielles d’un organisme à l’autre, et éclairer les différences qui les distinguent, (1874).

### Les travaux initiaux sur le jaune d’œuf
Dans une première étape en 1846 (« Recherches chimiques sur le jaune d’œuf »), il précise la constitution d’ensemble du jaune d’œuf, avec les éléments complètement nouveaux suivants :
- La présence d’acide margarique, confirmant au passage les résultats de Varrentrapp (de) sur la composition analytique de cet acide et infirmant ceux de Chevreul ;
- La présence d’acide oléique, confirmant au passage les résultats de Chevreul sur la composition analytique de cet acide ;
- La présence d’un acide phosphoré, qu’une minutieuse analyse le conduit à identifier à l’acide phosphoglycérique.

Si la présence des deux premiers est, somme toute, normale, vu leur prévalence déjà constatée dans de nombreux organes ou liquides corporels (sang, bile, cerveau…), la dernière n’a pas d’équivalent dans les tissus biologiques, ce dernier acide n'était connu jusqu’alors que comme produit de synthèse chimique.
Il précise en outre la constitution de la composante huileuse du jaune d’œuf, formée d’oléine, de margarine et d’une cholestérine (cholestérol) mentionnée précédemment par Louis-René Lecanu (1800–1871), et qu’il trouve en tous points identique à celle isolée des cailloux biliaires par Michel-Eugène Chevreul.
Très vite, dans une deuxième étape dès 1847 (« Recherches chimiques sur le jaune d’œuf », deuxième mémoire), il introduit une distinction entre deux composantes qu’il retrouvera de manière constante dans tous ses objets d’étude :
- L'une, non phosphorée, qu’il rapproche d’emblée de la « matière blanche » de Louis-Nicolas Vauquelin, la « cérébrote » de Jean-Pierre Couërbe, et l'« acide cérébrique » d'Edmond Frémy, pour laquelle il utilise d'abord la dénomination de « matière cérébrique » (« Recherches chimiques sur le jaune d’œuf », deuxième mémoire), puis celle de « cérébrine » (« Recherches chimiques sur les œufs de carpe »). Ce terme de « cérébrine » avait été posé par le chimiste allemand Müller.
- L'autre, phosphorée, qu’il appelle d’abord prosaïquement « matière phosphorée » (« Recherches chimiques sur le jaune d’œuf 2e mémoire ») et qui est le précurseur des composantes d’acide margarique, acide oléique, acide phosphoglycérique obtenues à l’analyse, et dont il établit qu’elles ne préexistent pas à l’état libre dans le jaune d'œuf ; très vite il comprend qu’il s’agit d’une substance complexe non caractérisée, sur laquelle il fera porter l’essentiel de ses travaux ; dès 1850, il lui attribue le nom de « lécithine » (« Recherches chimiques sur les œufs de carpe ») que lui conservera l’histoire des sciences, nom qu’il forge à partir du grec “lekithos”, jaune d’œuf[7].

« Mais si les acides oléique, margarique et phosphoglycérique ne préexistent pas dans la matière visqueuse, quelle est donc la nature de ce corps, qui est sans contredit l’un des plus curieux de l’organisation animale ? », écrit-il en 1847.

### L'identification et la détermination de la composition de la lécithine, le premier des phospholipides
Dès cette année 1847, Théodore Gobley prend conscience des similitudes essentielles de constituants chimiques entre les tissus cérébraux et le jaune d'œuf, et il identifie dans les matières grasses du cerveau, animal comme humain, une fraction contenant elle aussi du phosphore, dans laquelle il met en évidence par hydrolyse la présence des mêmes constituants qu’il avait isolés dans le jaune d’œuf : acides oléiques, acide margarique et acide phosphoglycérique. Et il confirme : « J'ai répété toutes ces expériences avec la matière visqueuse phosphorée de la cervelle du poulet, du mouton et de l'homme, et je suis arrivé aux mêmes résultats. Il existe donc dans le cerveau, comme dans le jaune d’œuf, une substance phosphorée qui, dans les conditions où je l'ai placée, m'a toujours donné, pour produits de décomposition, de l'acide oléique, de l'acide margarique et de l'acide phosphoglycérique. »
Ces résultats l’amènent dès lors à réfuter les propositions soutenues par Edmond Frémy, le spécialiste de l’époque sur la constitution chimique du cerveau, quant aux propriétés d’une composante phosphorée qu’il avait identifiée dans ces tissus, dont la décomposition produirait des corps gras neutres (oléine) et de l’acide phosphorique.
Au cours des deux années qui suivent, 1848 et 1849, Théodore Gobley étend le champ de son étude, parallèlement au jaune d’œuf, aux œufs de carpe, et au cerveau. Il isole, sans pouvoir totalement le purifier, un lipide phosphoré qu’il appelle lécithine, du grec lekithos (jaune d’œuf) à partir du jaune d’œuf de poule, il démontre sa présence à l’identique dans les œufs de carpe, et il établit que l’acide glycérophosphorique peut être obtenu à partir de la lécithine.
Simultanément il confirme que la cérébrine de ses travaux de 1847 est identique à l’acide cérébrique de Edmond Frémy et M.R.D.Thompson.
Ces travaux font de lui le découvreur de la classe des phospholipides et un précurseur fondateur dans la compréhension de l'analyse chimique, de la structure et du fonctionnement du cerveau.
Ces travaux décisifs conduisent Théodore Gobley à proposer pour la matière grasse du cerveau une constitution en trois composantes essentielles, la cholestérine (environ 1/10e de la masse), la lécithine (5,5 %), et une autre composante (environ 3 %), qui se présente sous forme d'une substance grasse azotée, présente dans ces tissus comme dans le jaune d’œuf, mais à un taux très supérieur dans la matière visqueuse du tissu cérébral, la « cérébrine » ou encore acide « cérébrique ».
D'emblée, en choisissant un vocabulaire nouveau, Théodore Gobley oppose cette double constitution des tissus en lécithine, « phosphorée », et « cérébrine », qui ne l'est pas (« Recherches chimiques sur les œufs de carpe », Journal de pharmacie et de chimie, vol. 17, 1850, p. 401 ; vol. 18, p. 107, 1850), au modèle soutenu par Edmond Frémy, d'acide phospho-oléique et d'acide cérébrique, dont il réfutera définitivement les hypothèses en démontrant que la décomposition de la lécithine, quelle que soit son origine (jaune d’œuf, œufs de carpe, cerveau) conduit toujours à une mélange d'acide margarique, d'acide oléique, et d'acide phospho-glycérique, alors que celle de l'acide phospho-oléique conduit à une matière grasse neutre, l’oléine, et à de l'acide phosphorique.
En 1852, il établit la présence de la lécithine dans le sang (« Recherches chimiques sur les matières grasses du sang veineux de l’homme »), et en 1856, dans la bile (« Recherches sur la nature chimique et les propriétés des matières grasses contenues dans la bile »).
Dans les années qui suivirent, divers travaux conduisirent à l'identification d'un nouveau composant des substances grasses biologiques, la choline, tout d'abord dans la bile par le chimiste allemand A.Strecker (Ann Chem Pharm 1868, 148, 77) puis dans le cerveau grâce aux travaux d'Oscar Liebreich à Berlin (qui la dénommera dans un premier temps "névrine") et de Dibkowsky, Baeyer et Wurtz.
Théodore Gobley couronne cette longue série de travaux par une proposition de structure complète pour la lécithine, qu’il décompose en acide oléique, acide margarique, acide phosphoglycérique et choline (Gobley, J. Pharm. Chim. 1874, 19, 346).

Fig 1. 1 exemple de variante de phosphatidylcholine, palmitoyl-oleyl-sn-phosphatidylcholine.

Les travaux ultérieurs ont étendu la lécithine du jaune d’œuf en une vaste famille de lécithines ou phosphatidylcholines, répondant à cette structure générale, associant à une tête de choline et un acide phospho-glycérique, des queues d'acides gras variés.
De façon générale, une lécithine s'obtient en utilisant un acide gras insaturé, dans l'exemple ci-contre l'acide palmitique ou acide hexadécanoïque H3C-(CH2)14-COOH (l'acide margarique identifié par Gobley dans le jaune d’œuf et d'autres substances biologiques comme la bile ou la matière cérébrale, ou acide heptadécanoïque H3C-(CH2)15-COOH, appartient à cette classe) et un acide gras insaturé, ici l'acide oléique ou acide 9Z-octadécènoïque, comme dans le cas original de la lécithine de jaune d’œuf étudiée par Gobley).

## Autres travaux
En 1843, Théodore Gobley met au point une méthode pour établir la pureté des lipides en mesurant leur densité et il décrit le principe du premier instrument destiné à ces mesures, qu’il baptise "élaïomètre" (J. Pharm. Chim. 1843, 4, 285).
En parallèle, il travaille avec Jean-Léonard-Marie Poiseuille sur l'étude de l'urée dans le sang et l'urine.
Il s’intéresse aux principes toxiques des champignons (« recherches chimiques sur les champignons vénéneux », 1856), aux sources chimiques des prétendues vertus médicinales des limaçons de vigne, à celles de la racine de kava (un puissant psycho-actif avec des effets de type neuro-sédatif, myorelaxant, antispasmodique, anti-inflammatoire), à la composition des étains et à leur toxicité par le plomb, à la toxicité de l’ergot de seigle…
Autre contribution majeure, il isole les premiers cristaux de vanilline naturelle en 1858. Cette première ouvrit la voie quelques années plus tard à l’obtention de la vanille artificielle à partir de glycosides extraits de la résine de pins (1874) et conduisit à l’extraordinaire extension de l’usage de cet arôme (et accessoirement à l’écroulement de l’industrie de la vanille naturelle).

## Publications
- « Note sur l'Elaïomètre, nouvel instrument d'essai pour les huiles  d'olive », J. Pharm. Chim., vol. 4,‎ 1843, p. 285 (ISSN 0001-4036)
- « Sur l'existence des acides oléique, margarique et phosphoglycérique dans le jaune d’œuf. Premier Mémoire : Sur la composition chimique du jaune d’œuf », C.R. Hebd. Séances Acad. Sci., vol. 21,‎ 1845, p. 766 (ISSN 0001-4036)
- « Recherches chimiques sur le jaune d’œuf de poule », C.R. Hebd. Séances Acad. Sci., vol. 21,‎ 1845, p. 988 (ISSN 0001-4036)
- « Recherches chimiques sur le jaune d’œuf - Examen comparatif du jaune d’œuf et de la matière cérébrale », J. Pharm. Chim., vol. 11,‎ 1847, p. 409 et 412 (ISSN 0001-4036)
- « Recherches chimiques sur les œufs de carpe », J. Pharm. Chim., vol. 17 et 18,‎ 1850, p. 401 et 107 (ISSN 0001-4036)
- « Recherches chimiques sur la laitance de carpe », J. Pharm. Chim., vol. 19,‎ 1851, p. 406 (ISSN 0001-4036)
- « Recherches chimiques sur la matière grasse du sang veineux de l'homme », J. Pharm. Chim., vol. 21,‎ 1852, p. 241 (ISSN 0001-4036)
- « Recherches sur la nature chimique et les propriétés des matières grasses contenues dans la bile », J. Pharm. Chim., vol. 30,‎ 1856, p. 241 (ISSN 0001-4036)
- « Recherche sur le principe odorant de la vanille », J. Pharm. Chim.,‎ 1858 (ISSN 0001-4036)
- « Recherches sur l'urée » (avec Jean-Léonard-Marie Poiseuille), C.R. Hebd. Séances Acad. Sci., vol. 49,‎ 1859, p. 164-167 (ISSN 0001-4036, lire en ligne)
- « Recherches chimiques sur le cerveau », J. Pharm. Chim., vol. 19,‎ 1874, p. 346-354 (ISSN 0001-4036)
- « Sur la lécithine et la cérébrine », J. Pharm. Chim., vol. 20,‎ 1874, p. 98-103 (ISSN 0001-4036)